# Niedereulenbach

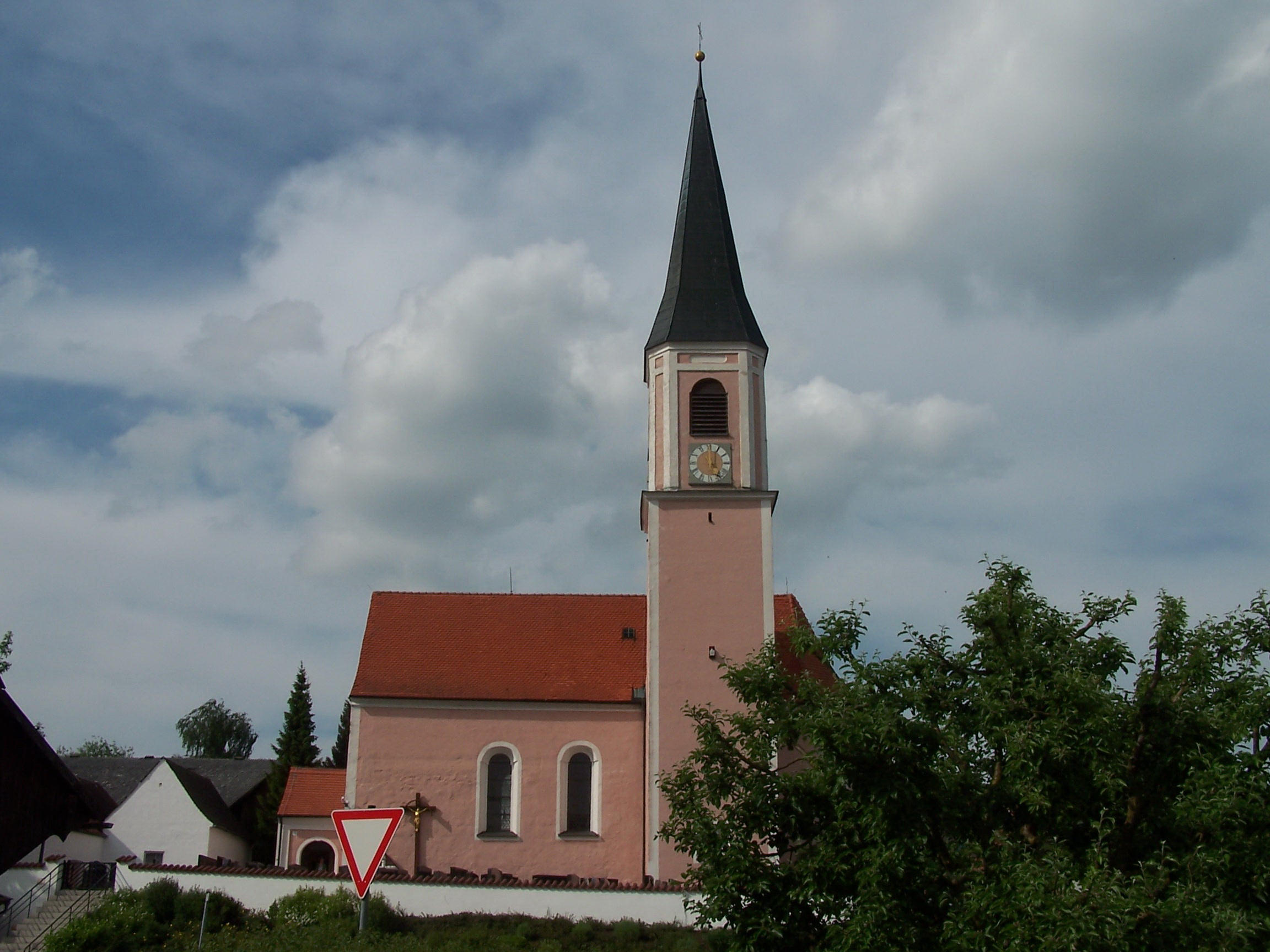
Die Filialkirche St. Petrus und Paulus

Niedereulenbach ist ein Gemeindeteil der Stadt Rottenburg an der Laaber im niederbayerischen Landkreis Landshut. Bis zum 31. Dezember 1973 bildete es eine selbstständige Gemeinde.

## Lage
Das Kirchdorf Niedereulenbach liegt in der Hallertau an der Großen Laber etwa vier Kilometer nördlich von Rottenburg an der Staatsstraße 2143.

## Geschichte
Niedereulenbach wurde erstmals urkundlich im 10. Jahrhundert erwähnt, als „Isso de Alinpah“ wiederholt Zeuge bei Schenkungen des Grafen Eberhard an das Kloster Ebersberg war. Die Verbindungen des Ortsadels mit den Klöstern Ebersberg und Rohr, das umfangreichen Besitz in Niedereulenbach hatte, blieben auch in der Folgezeit erhalten. Bereits im Jahr 1132 ist die örtliche Kirche als Filiale der Pfarrei Laaberberg bezeichnet worden. Wann genau ein frühes Kirchengebäude im Ort errichtet wurde, liegt allerdings im Dunkeln.
Bei den verschiedenen historischen Erwähnungen von Alnpach wird nicht zwischen Obereulenbach und Niedereulenbach (Alnpach inferius) unterschieden.
Im Zuge der Napoleonischen Kriege bezogen in den Jahren 1799 und 1809 (s. Schlacht bei Abensberg) in Niedereulenbach Regimenter ihr Quartier.
Die Gemeinde Niedereulenbach wurde durch das bayerische Gemeindeedikt 1818 gegründet. Die Gemeinde umfasste neben dem Hauptort Oberaichgarten, Thalhof und Unteraichgarten. Die Gemeinde gehörte zum Bezirksamt Rottenburg a.d. Laaber und ab 1939 zum Landkreis Rottenburg an der Laaber. Am 1. Januar 1974 wurde die Gemeinde Niedereulenbach auf eigenen Wunsch größtenteils in die Stadt Rottenburg a.d. Laaber eingemeindet, der Gemeindeteil Thalhof kam zu Rohr in Niederbayern.

## Sehenswürdigkeiten
- Filialkirche St. Petrus und Paulus. Chor und Turmunterbau sind spätgotisch, das Langhaus im Kern spätromanisch. Um 1720 wurde die Kirche barockisiert.
- Provinzbühne Niedereulenbach. Sie wurde am  5. Juni 1993 eröffnet.

## Vereine
- Freiwillige Feuerwehr Niedereulenbach
- Wasserreserve Niedereulenbach e. V.